# Waldböckelheim
Waldböckelheim là một đô thị thuộc huyện Bad Kreuznach trong bang Rheinland-Pfalz, phía tây nước Đức. Đô thị Waldböckelheim có diện tích 18,58 km², dân số thời điểm ngày 31 tháng 12 năm 2006 là 2361 người.